# Bilogtenga
Bilogtenga est une localité située dans le département d'Absouya de la province de Bassitenga dans la région de Oubri au Burkina Faso.

## Santé et éducation
Bilogtenga accueille un centre de santé et de promotion sociale (CSPS) tandis que le centre médical avec antenne chirurgicale (CMA) de la province se trouve à Ziniaré.
Le village possède une école primaire publique.